# Miklós Szabó
Miklós Szabó (* 6. prosince 1908, Budapešť – 3. prosince 2000 tamtéž) byl maďarský atlet, běžec, který se věnoval středním tratím, mistr Evropy v běhu na 800 metrů z roku 1934.
Při premiéře mistrovství Evropy v roce 1934 zvítězil v závodě na 800 metrů časem 1:52,0. V běhu na 1500 metrů vybojoval stříbrnou medaili za Italem Beccalim. Na olympiádě v Berlíně v roce 1936 doběhl ve finále na 1500 metrů sedmý. Na konci této sezóny, 4. října, vytvořil světový rekord v běhu na 2000 metrů časem 5:20,4.